# إبراهام غرينبيرغ
إبراهام غرينبيرغ هو سياسي أمريكي، ولد في 22 أغسطس 1881، وتوفي في 10 مايو 1941. نشط حزبياً في الحزب الديمقراطي. وقد انتخب عضو جمعية ولاية نيويورك ‏ وانتخب عضو مجلس ولاية نيويورك ‏.